# Torre Auchenbathie

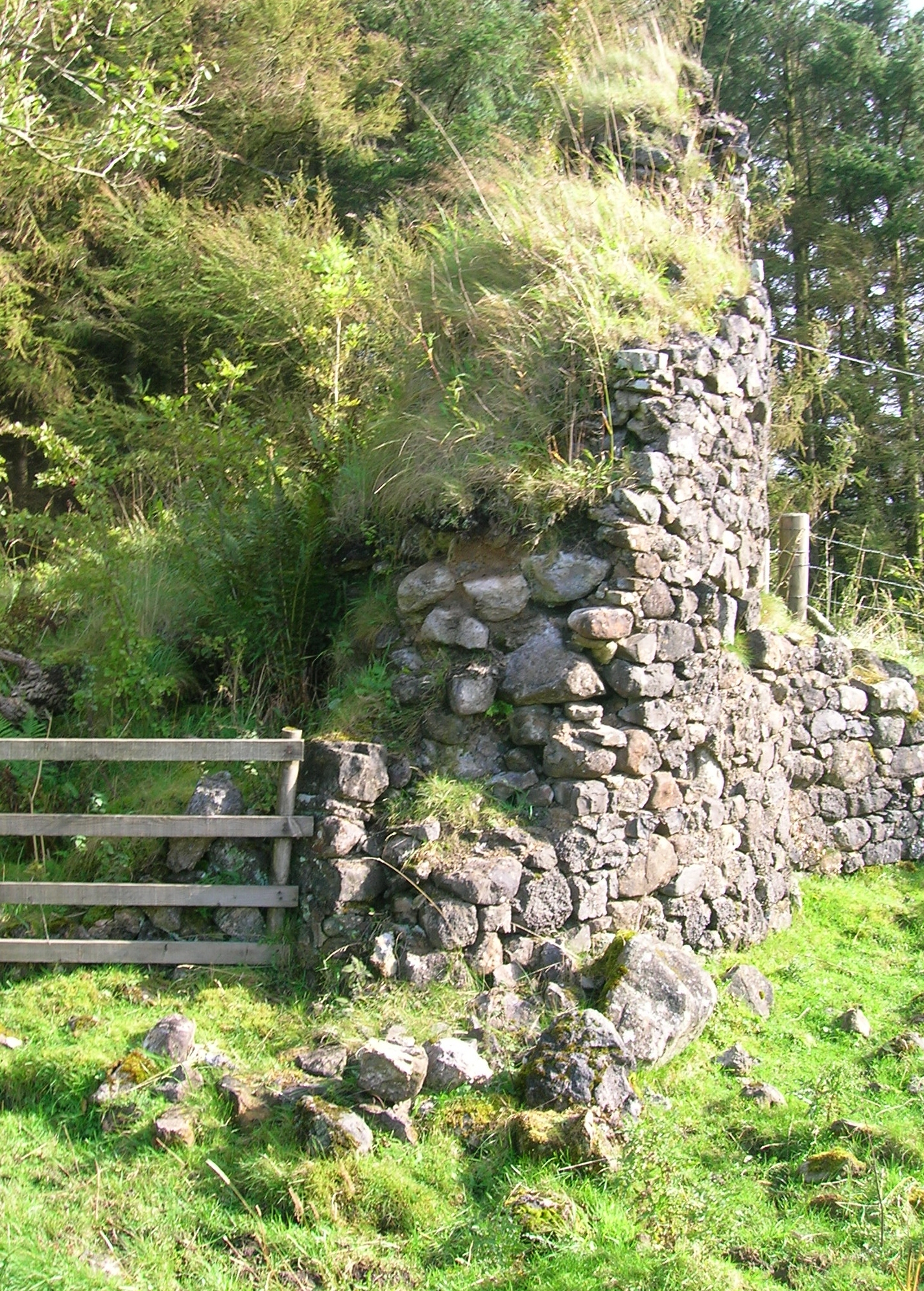
Torre Auchenbathie, Escócia.

A Torre Auchenbathie (em inglês:  Auchenbathie Tower) é uma torre atualmente em ruínas localizada em Lochwinnoch, Renfrewshire, Escócia.

## História
A estrutura pertenceu à família Wallace de Elderslie em 1398.

## Estrutura
A torre mede 8,8 metros de altura por 3 metros de largura, mas é provavelmente uma parte das muralhas restantes, que tinham uma altura de 5 metros.